# Ørsted (energibolag)
För andra betydelser, se Ørsted.
Ørsted, tidigare DONG Energy, är ett multinationellt energibolag med säte i Danmark. Ørsted är också Danmarks största energibolag. Företaget antog sitt nuvarande namn i november 2017 och är uppkallat efter fysikern H.C. Ørsted.
Ørsted är världens största utvecklare av havsbaserad vindkraft räknat i antal byggda havsvindparker. Ørsted har utvecklat ungefär 25 % av alla installerade havsvindparker globalt, förutom Fastlandskina.
90 % av den energi som Ørsted producerar kommer från förnybara källor, och företagets mål är att nå över 95 % till 2023 och över 99 % till 2025. Företaget har ett nettonollmål till år 2025, och Ørsteds hela leverantörskedja ska heller inte generera några CO2-utsläpp alls till 2040.
Ørsted har utnämnts till världens mest hållbara energibolag fyra år i rad, senast 2022, av Corporate Knights Global 100 index.

## Historia
Ørsted har sitt ursprung i det danska statsägda företaget Dansk Naturgas A/S. Företaget grundades 1972 för att förvalta gas- och oljeresurser i den danska delen av Nordsjön. Företaget bytte namn 1973 till Dansk Olie og Naturgas A/S, 2006 till DONG Energy och 2017 till Ørsted A/S.
Företaget byggde år 1991 världens första havsbaserade vindkraftspark i Vindeby. Havsvindparken avvecklades 2017, och samma år tog Ørsted beslutet att helt fasa ut kol. Efter att Ørsted sålt sin olje- och gasverksamhet påbörjade företaget sin gröna omställning till förnybar energi. Företaget bytte då namn till Ørsted efter den danske vetenskapsmannen Hans Christian Ørsted, som upptäckte sambandet mellan elektricitet och magnetism, som också är hur vindkraftverk genererar elektricitet.
Under FN:s klimatkonferens 2009 (COP15) berättade dåvarande DONG Energy om sin nya "85/15 vision"-strategi. Strategin gick ut på att påbörja en omvandling från ett energibolag som använder 85 % fossila bränslen till ett grönt energibolag som använder 85 % förnybara källor i energiproduktionen.
År 2018 köpte Ørsted företaget Deepwater Wind och gick därmed in på den amerikanska marknaden.
I september 2020 blev Mads Nipper, tidigare vd i Grundfos, ny vd i Ørsted och tog därmed över posten från Henrik Poulsen.
Under 2021 meddelade Ørsted att företaget har som mål att vara nettopositivt för den biologiska mångfalden senast 2030.
Ørsted byggde världens största havsvindpark, Hornsea 1 i Storbritannien, år 2020 och byggde klart syskonparken Hornsea 2 under 2022, som också är världens största havsvindpark i dag.
Ørsted ser Danmark, Storbritannien, Tyskland, Nederländerna, USA, Polen och Taiwan som sina nyckelmarknader.

## Ørsted i Sverige
Företaget utvecklar sex havsbaserade vindparker och investerar även i produktion av hållbara, eller gröna bränslen för sjöfarten i Sverige.

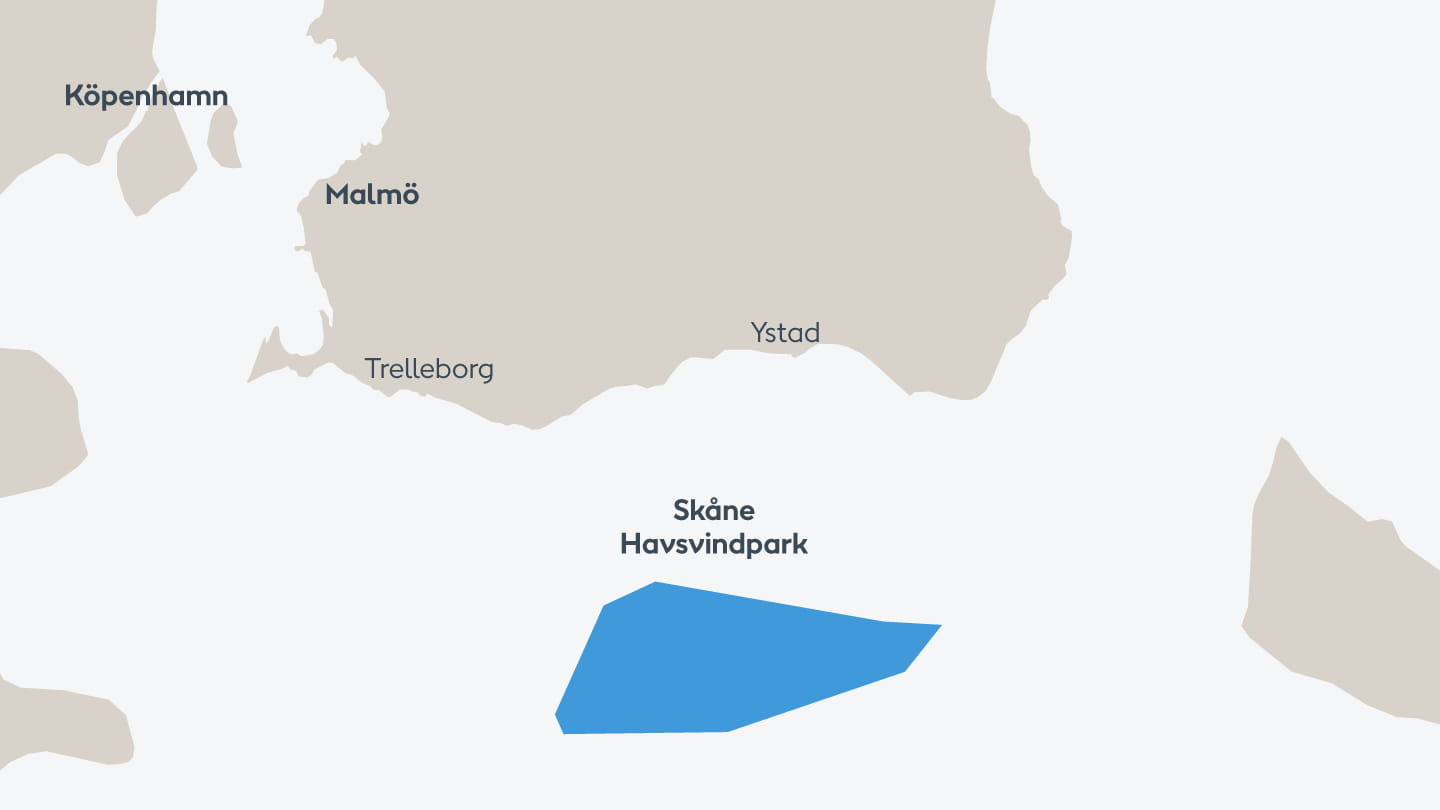
Skåne Havsvindpark kommer att byggas 22 km söder om Ystad och Trelleborg i Sveriges ekonomiska zon.

Ørsted står redo att investera tiotals miljarder kronor i sex stora havsvindparker i Sverige, bland annat en utanför Skånes södra kust och en söder om Gotland. Skåne Havsvindpark, med en elproduktion på upp till 1500 megawatt, kommer att kunna täcka hälften av Skånes nuvarande elbehov. Den planeras kunna tas i drift senast år 2030. Havsvindparken kommer att ligga 22 kilometer söder om Skåne, i svensk ekonomisk zon. Ørsted väntar sedan december 2022 på ett politiskt beslut från Sveriges regering för att kunna gå vidare med projektet. Länsstyrelsen i Skåne, som haft regeringens uppdrag att bereda Ørsteds ansökan, har rekommenderat regeringen att ge tillstånd till vindparken och ansökan har också fått ett Natura 2000-tillstånd, vilket betyder att endast regeringens beslut återstår.

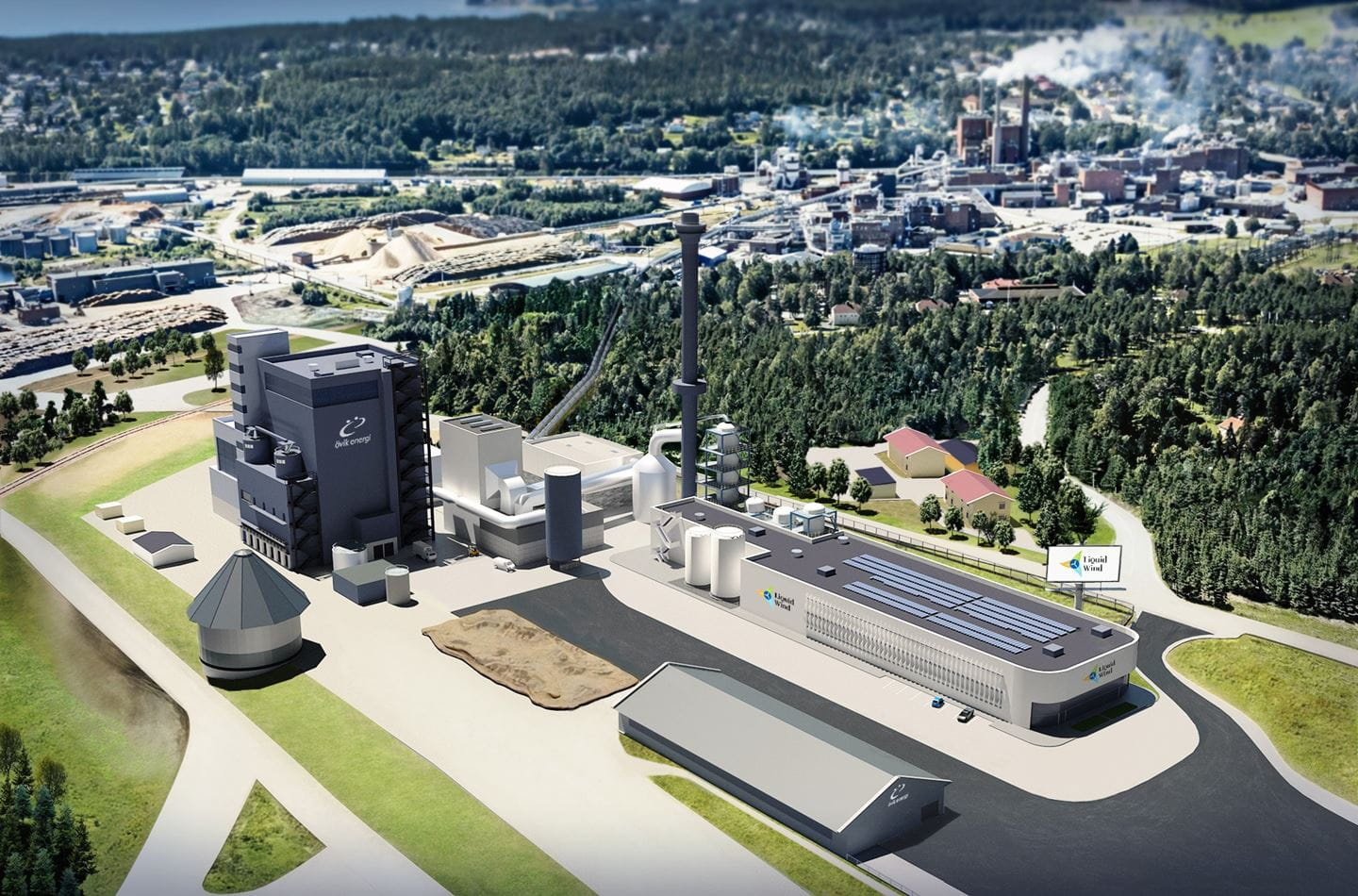
Europas största e-metanolprojekt, FlagshipONE i Örnsköldsvik.

Ørsted äger även e-metanolprojektet FlagshipONE i Örnsköldsvik. E-metanolen kommer att produceras med hjälp av förnybar el och biogen koldioxid som fångas in på Hörneborgsverket. FlagshipONE kommer dessutom att använda ånga, processvatten och kylvatten från Hörneborgsverket. Överskottsvärme från produktionen  kommer att levereras till stadens fjärrvärmenät.
Projektet började byggas i maj 2023. När det står klart år 2025 kommer det årligen att leverera upp till 55 000 ton e-metanol till den globala sjöfartsindustrin. Det gröna bränslet gör det möjligt att uppnå en koldioxidreduktion med >95 % i sjöfarten jämfört med fossila bränslen. När det är färdigbyggt blir FlagshipONE Europas största anläggning för produktion av gröna bränslen för sjöfarten.
I december 2023 avslöjade Ørsteds Sverigechef, Sebastian Hald Buhl, att FlagshipONE även får stöd från Europeiska kommissionen, Europeiska investeringsbanken samt den Bill Gates-grundade klimatfonden Breakthrough Energy Catalyst. Samtidigt blev Breakthrough Energy delägare till 15 % av FlagshipONE.
Enligt Ørsted bygger företaget därigenom en globalt ledande position inom hållbara bränslen och förnybar vätgas. Förutom FlagshipONE investerar Ørsted i flera projekt inom förnybar vätgas – många av dessa har utfasningen av fossila bränslen inom sjöfarten som målsättning.
Ørsted samarbetar bland annat med det svenska försvars- och säkerhetsföretaget Saab och med Danmarks flygvapen. Tillsammans utvecklar och testar man radarlösningar som säkerställer att havsvindparker kan byggas ut utan att totalförsvarets möjligheter för att bevaka havet påverkas.